# ボトムサーロイン
ボトムサーロイン(Bottom sirloin)は、トップサーロインの下、フランクの上に位置する牛肉の部位である。シンタマ、友三角、カイノミの3つの部位にさらに分けられる。シンタマは、レストランで提供される通常のステーキに用いられ、しばしばサーロインとして宣伝される。友三角は長い時間をかけて調理することが多く、ローストビーフやバーベキューに用いられる。カイノミは、ステーキにするには硬すぎるため、ハンバーガーやシチュー、ファヒータ等に用いられる。
トップサーロインと比べると値段は安いが、硬い。